# Лябіоза
Лябіоза (Trichogaster labiosa) — один з видів лабіринтових риб роду Трихогастер.
Вид раніше був відомий під назвою «нитконосець лябіоза». Описаний в 1877 році Френсісом Деєм під назвою Trichogaster labiosus. Згодом був перенесений до роду Colisa, створеного Кюв'є в 1821 році, як Colisa labiosa й залишався там до 2009 року. Внаслідок нової ревізії родів трихогастер і трихопод лябіоза повернено до роду Trichogaster. При цьому видову назву labiosus було змінено на labiosa у відповідності до правил Міжнародного кодексу зоологічної номенклатури. Через такі зміни в класифікації в літературі лябіоза зустрічається під різними назвами: Trichogaster labiosa, Trichogaster labiosus, Colisa labiosa, Colisa labiosus.

## Опис
Самці лябіози завдовжки 7-9 см, самки трохи менші — 6-7 см. Риби мають доволі високе овальної форми тіло, сильно стиснуте з боків. Серед своїх найближчих родичів (представників родів Trichogaster і Trichopodus) лябіози вирізняються товстою верхньою губою, особливо помітною в дорослих самців. Черевні плавці тонкі й довгі, як ниточки. Формула плавців: D XV—XVII/8-10, A XVI—XVIII/17-20. У бічній лінії 29-31 луска.
Зовні вид дуже схожий зі смугастим гурамі (Trichogaster fasciata), їх навіть часто плутають між собою. Основне забарвлення тіла темне, червонувато-коричневе, в нерестовий період може ставати майже чорним. У самців боки прикрашені більш-менш регулярно розташованими косими зелено-блакитними поперечними смугами. У передній частині тіла переважають фіолетові тони, у задній — сині. Черево та горло синьо-зелені, при збудженні вони стають темно-фіолетовими. Спинний плавець забарвлений так само, як і тіло, крім того, має широку червону облямівку. Анальний плавець так само має темне червоно-коричневе забарвлення, але синьо-зелені кольори тут утворюють малюнок з нерегулярно розташованих плям. Передня частина анального плавця має яскраву лимонно-жовту облямівку. Хвостовий плавець прозорий, з легким димчастим малюнком.
Самиці лябіози менші за самців, а забарвлені помітно простіше, на тілі в них переважають коричневі тони. Нитки черевні плавців, що складаються лише з одного променя, у самців яскраво-червоного кольору, тоді як у самок вони ледве забарвлені. Спинний плавець у самців витягнутий і загострений на кінці, у самок його кінець закруглений. Натомість у самок помітна темна поздовжня смуга, що проходить від зябрових кришок до хвостового стебла. Ця смуга є характерним елементом юнацького забарвлення лябіози.
Як і всі лабіринтові риби, Trichogaster labiosa має допоміжний дихальний орган — лабіринтовий апарат, який дозволяє рибам отримувати кисень з повітря.

## Поширення
Лябіоза походить з низинних районів південної М'янми. Зустрічається у прісних водоймах з густою рослинністю, стоячих або з повільною течією, часто замулених. Нерідко трапляється на рисових полях. Параметри води: показник pH у межах 6,0–7,5; твердість води 4-10°dH, температура 22-28°C.
На своїй батьківщині вид має господарське значення. Місцеве населення ловить цих риб і використовує їх для приготування дуже популярної у М'янмі рибної пасти.

## Утримання в акваріумі
Один екземпляр лябіози завезено до Європи у 1904 році. У 1910 році цих риб завезли вже в значно більшому числі завдяки зусиллям берлінської акваріумної фірми. З цього часу лябіоза поширилась у колекціях любителів. Завдяки високій плодючості та відносній легкості вигодовування мальків, ця рибка наразі не втратила популярності.
Є цікавим видом лабіринтових риб, хоча й не дуже поширений в акваріумах. Лябіози — мирні, спокійні, стійкі й невибагливі риби, підходять і для початківців. Акваріум для їх утримання не повинен бути занадто малим, для пари потрібний акваріум завдовжки 80 см, для групи з трьох пар риб достатньо буде 100 см. Це може бути спільний акваріум, але серед сусідів не має бути агресивних риб, таких, що здатні обкушувати лабіозам плавці. Ці риби трохи лякливі, особливо за парного утримання. Тому в акваріумі повинно бути достатньо схованок: густі кущі рослин, корчі, рослини, що плавають на поверхні води. Рух води повинен бути мінімальним.
Параметри води загалом не є важливими, слід лише уникати екстремальних показників. Температура води рекомендуватися в межах 24-28 °C.
Не існує проблем і з годівлею риб. Беруть будь-які звичайні види кормів, надають перевагу дафніям, циклопам, артеміям, різаному трубковику. З не меншим задоволенням їдять корми на рослинній основі, обгризають водорості з рослин і стінок акваріума. Бажано, щоб їжа була різноманітною.
Не слід забувати, що лябіози є лабіринтовими рибами. Вони періодично спливають до поверхні води за черговим ковтком повітря. Тому риби повинні мати вільний допуск до поверхні, а шар води — не занадто високим; акваріум накривають склом, щоб повітря над поверхнею зберігалося теплим і вологим.
Молоді лябіози демонструють виразну зграйну поведінку, але, коли дорослішають, починають з'ясовувати між собою стосунки; між рибами встановлюється ієрархія. Зрілі самці стають територіальними й починають захищати свої володіння. Найслабший самець в ієрархії тепер займає місце вище за найсильнішу самку.

## Розведення
Розведення лябіози зазвичай не викликає проблем. Нерест парний. Він може відбуватися у тому ж акваріумі, де тримають риб, але краще влаштувати спеціальне нерестовище. Зважаючи на високу плодючість виду (до 1500 ікринок), воно повинне бути достатньо просторим. Облаштовують його так само, як акваріум для утримання лабіоз. Шар води має становити 10-12 см, освітлення неяскраве. Температуру підвищують до 28-30 °C. Самка повинна мати надійні схованки.
Самець будує на поверхні води гніздо із піни, при цьому поводиться дуже агресивно. Нерест відбувається під гніздом, він складається з окремих актів ікрометання, які неодноразово повторюються. Під час кожного з них самець обіймає партнерку своїм тілом і перевертає черевом догори. У такому положенні відкладається чергова порція ікри (20-30 штук). Завдяки високому вмісту жиру ікринки спливають на поверхню. Ті, що не потрапили до гнізда, самець збирає ротом і вкладає на місце. Коли нерест закінчується, батько перебирає на себе піклування за потомством. Він знову стає агресивним, тому самку краще прибрати з нерестовища.
Личинки виводяться через 24—36 годин, ще за 2-5 днів запаси жовткового мішка у них вичерпуються, вони перетворюються на мальків, починають вільно плавати й залишають гніздо. Самця забирають з нерестовища, а малят починають годувати. Мальки лябіози дуже дрібні й перший час потребують найдрібніших кормів. Найкраще давати їм інфузорій, згодом переходять на наупліуси циклопів і артемій. Ростуть мальки нерівномірно, тому їх слід вчасно сортувати за розмірами. Багато мальків гине, але, зважаючи на велику кількість ікри, тих, що залишаються, цілком вистачає для подальшого розведення риб.
Мальки і молодь лябіози схожі на молодих ляліусів, проте акваріумісти з деяким досвідом їх легко розрізняють.

## Виведені породи
Існує виведена форма Trichogaster labiosa, яка відрізняється відсутністю смугастого малюнку на тілі. Молоді рибки мають чудове оранжево-червоне забарвлення, але дорослі риби його втрачають: самки стають кольору брудної іржі, а самці набирають темне шоколадне забарвлення з блідою оранжево-жовтою облямівкою плавців.

## Цікаві факти
3 практики радянських акваріумістів відомий випадок, коли був отриманий гібрид лябіози й ляліуса. Враховуючи близьку спорідненість усіх трихогастерів, мабуть, можливі гібриди й з іншими представниками роду.
Ляліуси, медові гурамі і лябіози вміють кидати воду фонтанчиком. Роблять вони це рідко, найчастіше під час спорудження й охорони гнізда. Струмінь води, викинутий ними не перевищує 5 см.